# Mỹ Xuyên (phường)
Mỹ Xuyên là một phường thuộc thành phố Long Xuyên, tỉnh An Giang, Việt Nam.

## Địa lý
Phường Mỹ Xuyên có vị trí địa lý:
- Phía đông giáp phường Mỹ Long
- Phía tây giáp phường Đông Xuyên
- Phía nam giáp phường Mỹ Phước
- Phía bắc giáp phường Mỹ Bình.

Phường có diện tích 0,61 km², dân số năm là 2019 là 10.719 người, mật độ dân số đạt 17.572 người/km².

## Hành chính
Phường Mỹ Xuyên được chia thành 5 khóm: Đông An 1, Đông An 2, Đông An 4, Đông An 5, Đông An 6.

## Lịch sử
Phường Mỹ Xuyên được thành lập vào ngày 12 tháng 1 năm 1984 trên cơ sở tách khóm 4, khóm 7 của phường Mỹ Long và một phần ấp Tây Khánh A của xã Mỹ Hòa.
Ngày 12 tháng 4 năm 2005, Chính phủ ban hành Nghị định 52/2005/NĐ-CP. Theo đó, thành lập phường Đông Xuyên trên cơ sở 89 ha diện tích tự nhiên và 10.149 người của phường Mỹ Xuyên.
Sau khi điều chỉnh địa giới hành chính, phường Mỹ Xuyên còn lại 62 ha diện tích tự nhiên và 16.368 người.

## Hình ảnh

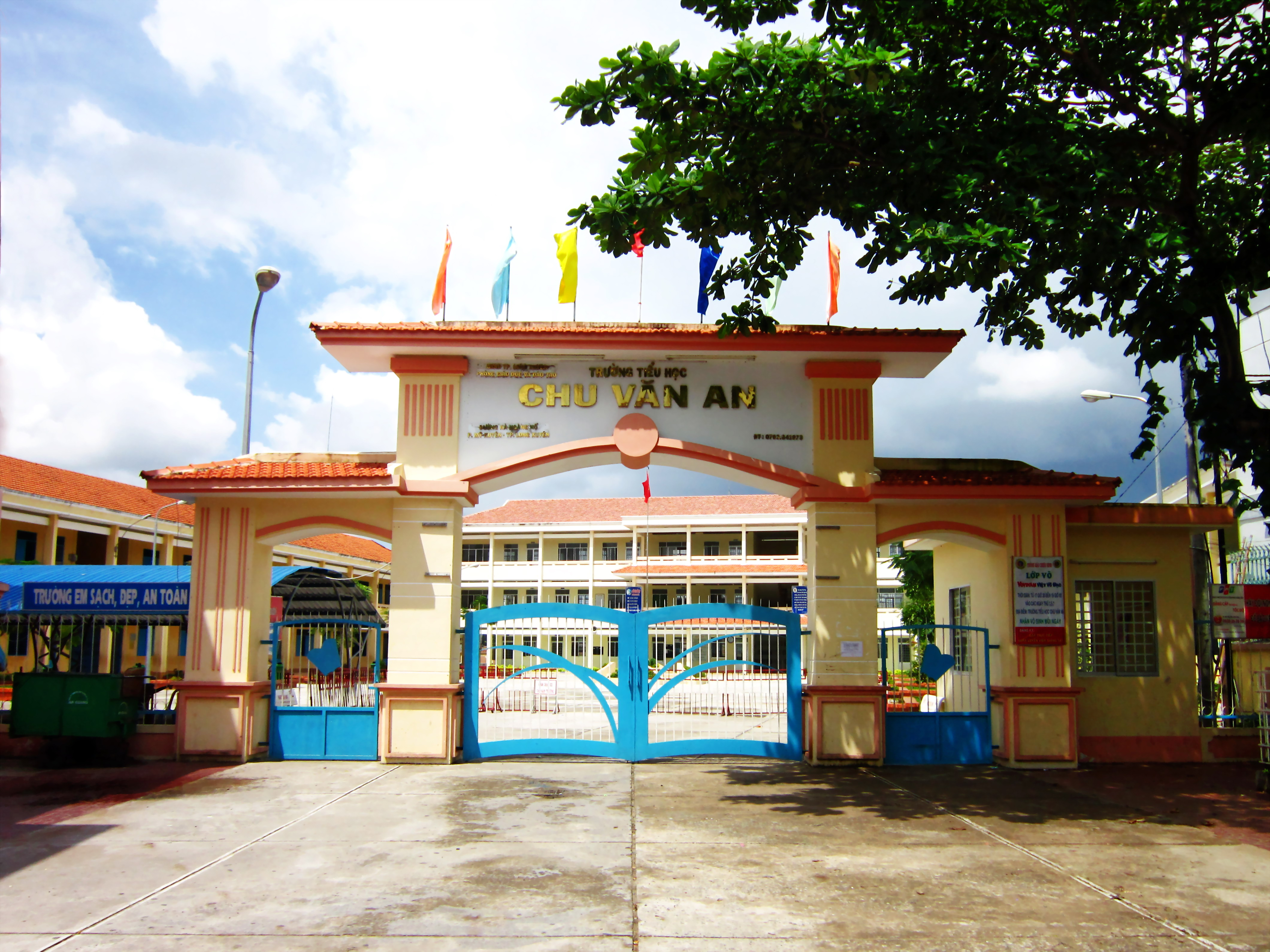
Trường Tiểu học Chu Văn An ở phường Mỹ Xuyên.
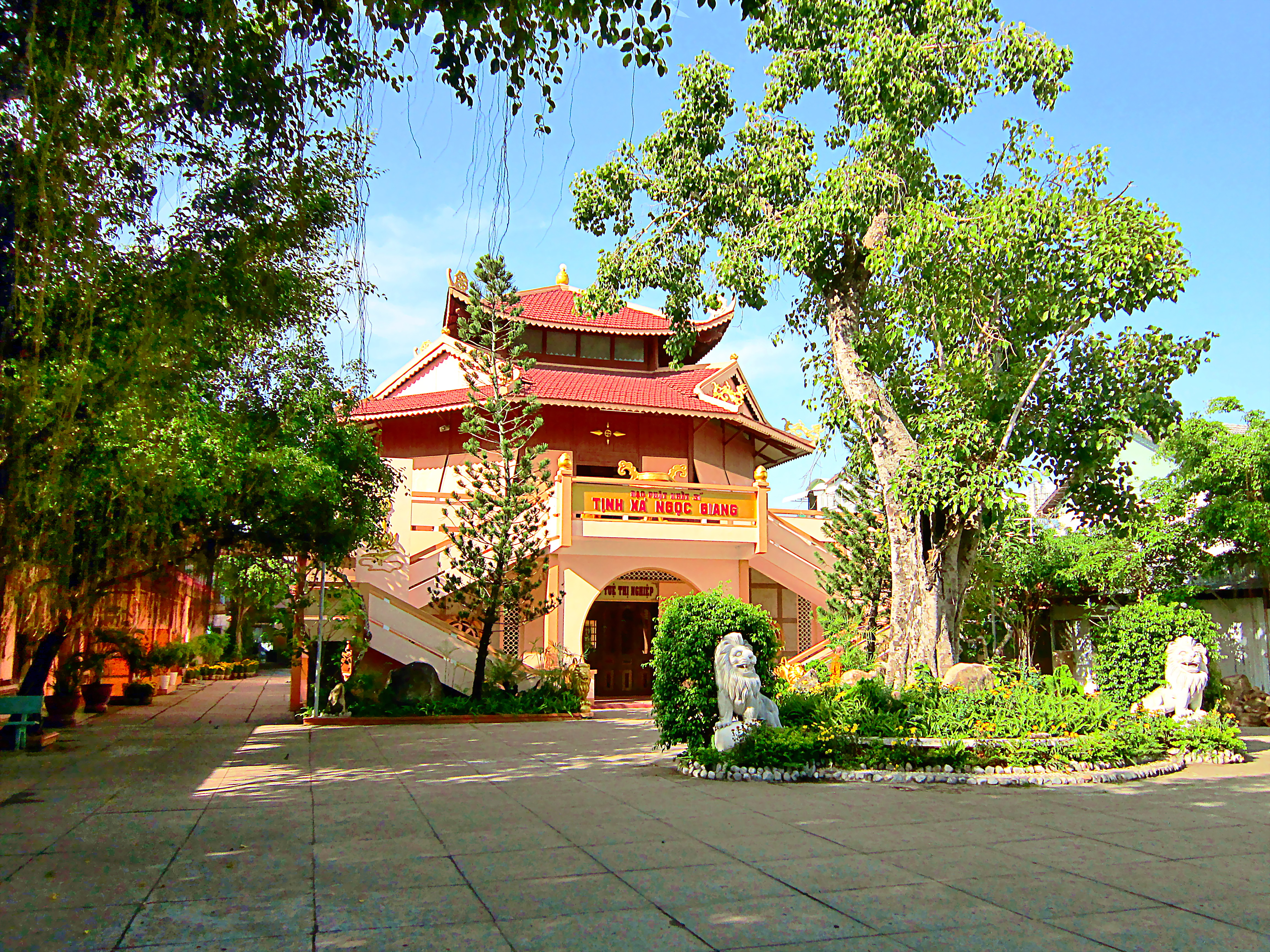
Tịnh xá Ngọc Giang nằm trên đường Trần Hưng Đạo, thuộc phường Mỹ Xuyên.
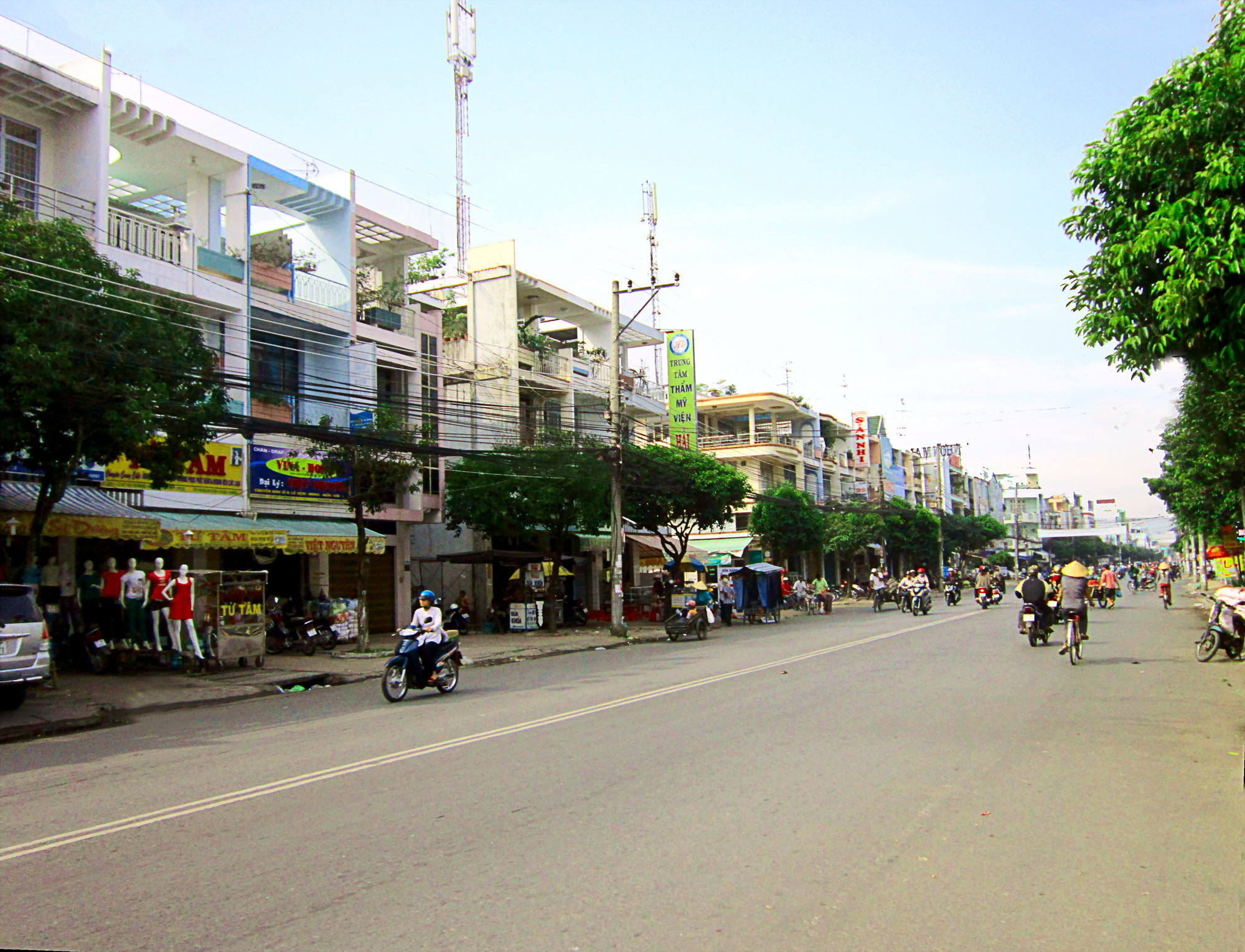
Khu phố nằm trên đường Hà Hoàng Hổ (gần chợ Mỹ Xuyên), thuộc phường Mỹ Xuyên.
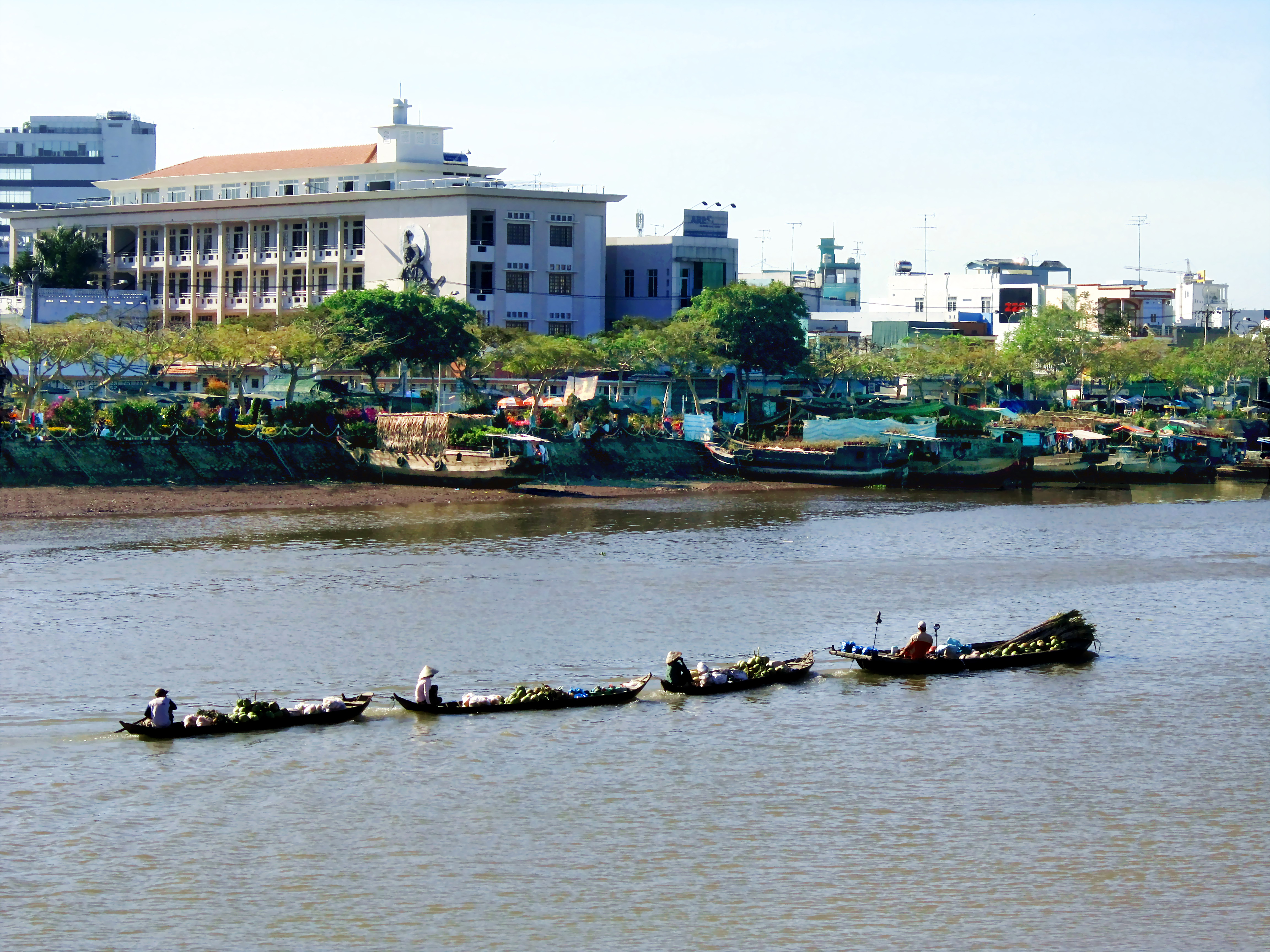
Một phần đường Bùi Văn Danh nằm bên rạch Long Xuyên, thuộc phường Mỹ Xuyên.